# Sébastien Matte La Faveur
Sébastien Matte La Faveur (1626-1714) est un chimiste et pharmacien français du XVIIe siècle originaire de Montpellier.
Fils de Jacques Matte, maître-verrier de la Haute-Ardèche, et Marie Roques, il développe ses activités en autodidacte, et suscite la jalousie des apothicaires de Montpellier, qui lui font un procès pour concurrence, qu'il finit par gagner.
Le produit le plus fameux de Sébastien Matte fut sans conteste l’Eau de Hongrie, alcoolat de Romarin et de plantes des garrigues, qu’il fabriquait selon lui avec «une exactitude sans pareille» et dont il diffusait les mérites «dans toutes les parties du royaume». On dit que Madame de Sévigné en raffolait et qu’elle en avait toujours un flacon dans sa poche.
En 1671, il publie un ouvrage intitulé 'Pratique de Chymie'. La Pratique de chymie de Matte offre une bonne indication de son enseignement sur le sujet. Il y définit la chimie en relation avec la médecine comme 'l'Art de séparer les parties d'un corps naturel, de les purifier, et de les réunir pour leur utilisation en médecine'. Après une description des procédés et de l'équipement de l'époque, il consacre le reste de son livre aux préparations chimiques. Sa découverte de l'eau styptique et d'autres recherches importantes lui ont permis d'obtenir la place de démonstrateur de chimie à la Faculté de Médecine de Montpellier, place qui fut créée pour lui en 1675.
Protégé d'Antoine d'Aquin, medecin du roi, il devient le pharmacien particulier de Louis XIV et reçoit le privilège d'enseigner la chimie à la Sorbonne et l'Université de Montpellier. Il fit ainsi deux cours par an, l'un à Montpellier, et l'autre à Paris jusqu'en 1684, pour lequel il fut remplacé par le fameux chimiste Nicolas Lémery. Lémery plus tard reconnu avoir utilisé le travail de Matte dans la préparation de son propre 'Cours de Chymie', publié en 1675.
Intendant de la chaire de chimie au Jardin du Roi de 1680 à 1684 (maintenant le Jardin des plantes), Sébastien Matte est anobli par Louis XIV est devient Sébastien Matte La Faveur.
Marié deux fois, d'abord avec Marie Coulet en 1656, puis avec Claire Rivière en 1689, il a eu trois enfants : Jean et Jeanne avec sa première épouse, et Jacques avec sa seconde. Son fils Jacques Matte La Faveur, dit 'le Jeune', deviendra marchand parfumeur et son descendant Jacques Pascal Matte La Faveur fonda la chocolaterie Matte de Montpellier en 1820.

## Source
- Anne- Marie Desplat-Duc, Jeanne parfumeur du Roi, éditions Flammarion. Histoire de l'eau de la Reine de Hongrie; distillat de romarin existant depuis au moins  le 14°S.